# Sauli Väisänen
Sauli Aapo Kasperi Väisänen (Helsinki, 5 de junio de 1994), conocido como Sauli Väisänen, es un futbolista finlandés que juega de defensa en el Ilves Tampere de la Veikkausliiga.

## Trayectoria
Tras terminar su formación en el F. C. Honka, hizo su debut como profesional en 2012 con su equipo filial, el Pallohonka, antes de debutar con el primer equipo en 2013. En julio de 2014 se marchó al AIK Estocolmo, donde estuvo tres años, incluyendo una breve cesión al HIFK Helsinki en el tramo final de la temporada 2015.
En julio de 2017 firmó un contrato por tres años, con opción a un cuarto, con la S. P. A. L. Tras jugar siete partidos de Serie A en su primera temporada en la entidad, el 17 de agosto de 2018 fue cedido un año al F. C. Crotone. Tras regresar al conjunto de Ferrara una vez finalizado el préstamo, el 24 de agosto de 2019 fue traspasado al A. C. ChievoVerona en una operación en la que Nenad Tomović hizo el camino inverso. En la campaña 2021-22 el equipo fue excluido de la Serie B y se marchó al Cosenza Calcio.
En junio de 2023 puso fin a seis años en Italia después de fichar por el Odense BK para las siguientes tres temporadas. Sin embargo, no tardó en volver a tierras italianas ya que en enero fue cedido al Ascoli Calcio 1898 FC. El siguiente mes de agosto acordó rescindir su contrato con el conjunto danés para que pudiera buscar libremente otro equipo. Entonces regresó a Finlandia y para 2025 se unió al Ilves Tampere.

## Selección nacional
El 6 de octubre de 2016 debutó con la selección de Finlandia en un encuentro de clasificación para el Mundial 2018 ante Islandia que ganó el conjunto islandés por 3-2.
El 1 de junio de 2021 fue incluido en la lista definitiva para participar en la Eurocopa 2020, siendo esta la primera presencia de Finlandia en el torneo de toda su historia. Sin embargo, dos días después fue excluido de la convocatoria por lesión.

## Clubes
| Club                           | País      | Año       |
| ------------------------------ | --------- | --------- |
| Pallohonka                     | Finlandia | 2012-2013 |
| F. C. Honka                    | Finlandia | 2013-2014 |
| AIK Estocolmo                  | Suecia    | 2014-2017 |
| HIFK Helsinki (cedido)         | Finlandia | 2015      |
| S. P. A. L.                    | Italia    | 2017-2019 |
| F. C. Crotone (cedido)         | Italia    | 2018-2019 |
| A. C. ChievoVerona             | Italia    | 2019-2021 |
| Cosenza Calcio                 | Italia    | 2021-2023 |
| Odense BK                      | Dinamarca | 2023-2024 |
| Ascoli Calcio 1898 FC (cedido) | Italia    | 2024      |
| Ilves Tampere                  | Finlandia | 2025-     |